# Consul sine collega
Als consul sine collega („Konsul ohne Amtsgenossen“) wurde in der Endphase der römischen Republik und in der Spätantike ein allein amtierender Konsul bezeichnet. Ein solcher war eigentlich in der republikanischen Staatsordnung, die auf Teilung der Amtsgewalt Gewicht legte, nicht vorgesehen. Spätestens ab den Leges Liciniae Sextiae 367 v. Chr. war für die römischen Konsuln die Zweizahl vorgeschrieben, und die Amtszeit der beiden Konsuln war auf ein Jahr begrenzt. Das Konsulat war das höchste und ehrenvollste Wahlamt, das die Republik zu vergeben hatte. Es war durch die völlige Gleichrangigkeit der beiden jeweils im Vorjahr gewählten kollegialen Oberbeamten charakterisiert. Ein alleiniges Konsulat war eine Abweichung von dieser wichtigen Regel und damit ein gravierender Verstoß gegen die Tradition und gegen das republikanische Prinzip der Machtbegrenzung und Herrschaftskontrolle.
Nach dem Tode eines amtierenden Konsuls war sein überlebender Kollege theoretisch verpflichtet, eine Nachwahl zu veranlassen. Da aber die Festlegung des Wahltermins in seinem Ermessen lag, kam es vor, dass die Nachwahl unterblieb, zumal wenn das Amtsjahr bald zu Ende war. Dann bekleidete der überlebende Konsul das Konsulat für die restliche Zeit alleine. Dabei handelte es sich aber nicht um einen staatsrechtlich gewollten oder formell gebilligten Zustand. Ein von vornherein gewolltes alleiniges Konsulat kam bis 52 v. Chr. grundsätzlich nicht in Betracht. Es wäre als Widerspruch in sich erschienen, denn die Kollegialität galt als Wesensmerkmal des höchsten Staatsamtes der Republik.
Der so bezeichnete consul sine collega war eine Neuerung, die 52 v. Chr. eingeführt wurde. Dabei handelte es sich um eine Sondermaßnahme zur Behebung eines Notstands, die als einmalige Abweichung vom Kollegialitätsprinzip gedacht war. Das Jahr hatte ohne Konsuln begonnen, denn in Rom hatten Kämpfe zwischen bewaffneten Straßenbanden zu anarchischen Verhältnissen geführt und die Konsulwahlen hatten nicht stattfinden können. Anhänger des berühmten Feldherrn Gnaeus Pompeius Magnus forderten seine Ernennung zum Diktator, da nur er in der Lage sei, für Ordnung zu sorgen. Ein solcher Schritt stieß jedoch im Senat auf den Widerstand der Optimaten, einer aristokratischen Gruppierung, welche die republikanische „Freiheit“ – die herkömmliche Herrschaft des Senats – gegen drohende Umsturzversuche ehrgeiziger Politiker verteidigte. Die Diktatur war zwar wie alle hohen Ämter zeitlich begrenzt, kam aber wegen ihrer außerordentlichen Machtfülle als Ausgangsbasis für die Errichtung einer tyrannischen Alleinherrschaft in Betracht. Dieses Potenzial hatte bereits Sulla demonstriert, der 82–81 v. Chr. seine Diktatur zur Errichtung einer Schreckensherrschaft genutzt hatte. Daher war die Diktatur den republikanisch Gesinnten sehr suspekt, sie bildete einen Fremdkörper in der republikanischen Staatsordnung.
Damals waren Pompeius und Caesar die beiden mächtigsten Politiker und Truppenbefehlshaber; sie wurden verdächtigt, nach einer monarchischen Stellung zu streben. Zwar waren sie seit 60 v. Chr. Verbündete im Kampf gegen die Optimaten, doch faktisch rivalisierten sie bereits um die maßgebliche Rolle im Staat. Bei den Optimaten galt Caesar als der gefährlichere der beiden Männer. Aus diesem Grund suchten die optimatischen Senatoren die Unterstützung des Pompeius, obwohl sie sich seiner Einsetzung zum Diktator widersetzten. Sie waren auf seine Hilfe angewiesen, um die Ordnung in der Hauptstadt wiederherzustellen und Caesar und dessen Anhängerschaft von der Macht fernzuhalten. Daher schlug der Optimat Marcus Calpurnius Bibulus im Senat vor, Pompeius die Stellung eines alleinigen Konsuls anzubieten. Dieser Vorschlag fand die Unterstützung von Bibulus’ einflussreichem Schwiegervater Cato und damit auch die Billigung des Senats. Pompeius war einverstanden. Nun konnte er sein drittes Konsulat antreten. Er wurde vom Interrex zum Konsul ohne Kollegen ernannt, eine Wahl scheint nicht stattgefunden zu haben. Seine Machtfülle als alleiniger Konsul war zwar der eines Diktators ähnlich, doch konnte die terminologische Anknüpfung an Sullas Schreckensherrschaft vermieden werden.
Die Optimaten erwarteten, dass Pompeius nach der Durchführung der Notstandsmaßnahmen umgehend auf seine außerordentliche Sonderstellung als alleiniger Konsul verzichtete. Dieser Forderung entsprach er im August 52 v. Chr., indem er seinen Schwiegervater Metellus Scipio zu seinem Kollegen für den Rest des Amtsjahrs bestimmte. Somit war Pompeius nur einige Monate lang alleiniger Konsul.
Für das Jahr 45 v. Chr. ließ sich Caesar nach seinem Sieg im Bürgerkrieg gegen Pompeius zum alleinigen Konsul wählen. Dies war sein viertes Konsulat und das einzige ohne Kollegen. Faktisch war es bedeutungslos; es wurde rechtlich nicht benötigt, denn Caesar war bereits Diktator und hatte als solcher Vollmachten, die diejenigen eines Konsuls übertrafen. Es ging ihm nur um die Ehre, dieselbe Sonderstellung erlangt zu haben wie sein besiegter und ermordeter Rivale Pompeius. Dies war das letzte Konsulat ohne Kollegen in republikanischer Zeit.
In der Zeit des Prinzipats wurde das traditionelle Prinzip der Kollegialität der Konsuln stets beachtet, doch in der Spätantike kam es im 5. und 6. Jahrhundert wiederholt vor, dass ein Konsul ohne Kollegen amtierte, beispielsweise Boethius im Jahr 510.